# 菲利普·格里尔森
菲利普·格里尔森（1910年11月15日—2006年1月15日）是一位英国历史学家和钱币学家，剑桥大学钱币学荣誉退休教授，劍橋大學岡維爾與凱斯學院院士，1945至1955年任英国皇家历史学会主任，1958年当选英國國家學術院院士。